# Cyrteumenes mochii
Cyrteumenes mochii är en stekelart som beskrevs av Borsato 1999. Cyrteumenes mochii ingår i släktet Cyrteumenes och familjen Eumenidae. Inga underarter finns listade i Catalogue of Life.